# Jorge Fleitas
Jorge Fleitas, vollständiger Name Jorge Luis Fleitas de María, (* 24. Januar 1993 in Salto) ist ein uruguayischer Fußballspieler.

## Karriere
Der 1,85 Meter große Torhüter Fleitas gehörte mindestens seit der Saison 2011/12 dem Kader der Profimannschaft des Club Atlético Peñarol an, wurde jedoch in jener Spielzeit in keinem Pflichtspiel eingesetzt. Von dort wechselte er Mitte August 2013 zunächst auf Leihbasis zum Ligakonkurrenten Sud América. Weiterhin war er jedoch nur Ersatztorhüter und konnte keine Pflichtspieleinsätze bei den Profis verzeichnen. Kurzzeitig kehrte er Mitte 2014 zu Peñarol zurück, bevor er sich im August 2014 nach wenigen Wochen erneut Sud América anschloss. Seither stand er dort in den Folgespielzeiten im Kader. Erstmals debütierte er für den Klub in der Primera División, als er am 28. August 2016 von Trainer Julio Fuentes bei der 0:2-Auswärtsniederlage gegen Juventud in die Startelf beordert wurde. Während der Saison 2016 kam er einmal zum Einsatz.